# Finnland-Platz

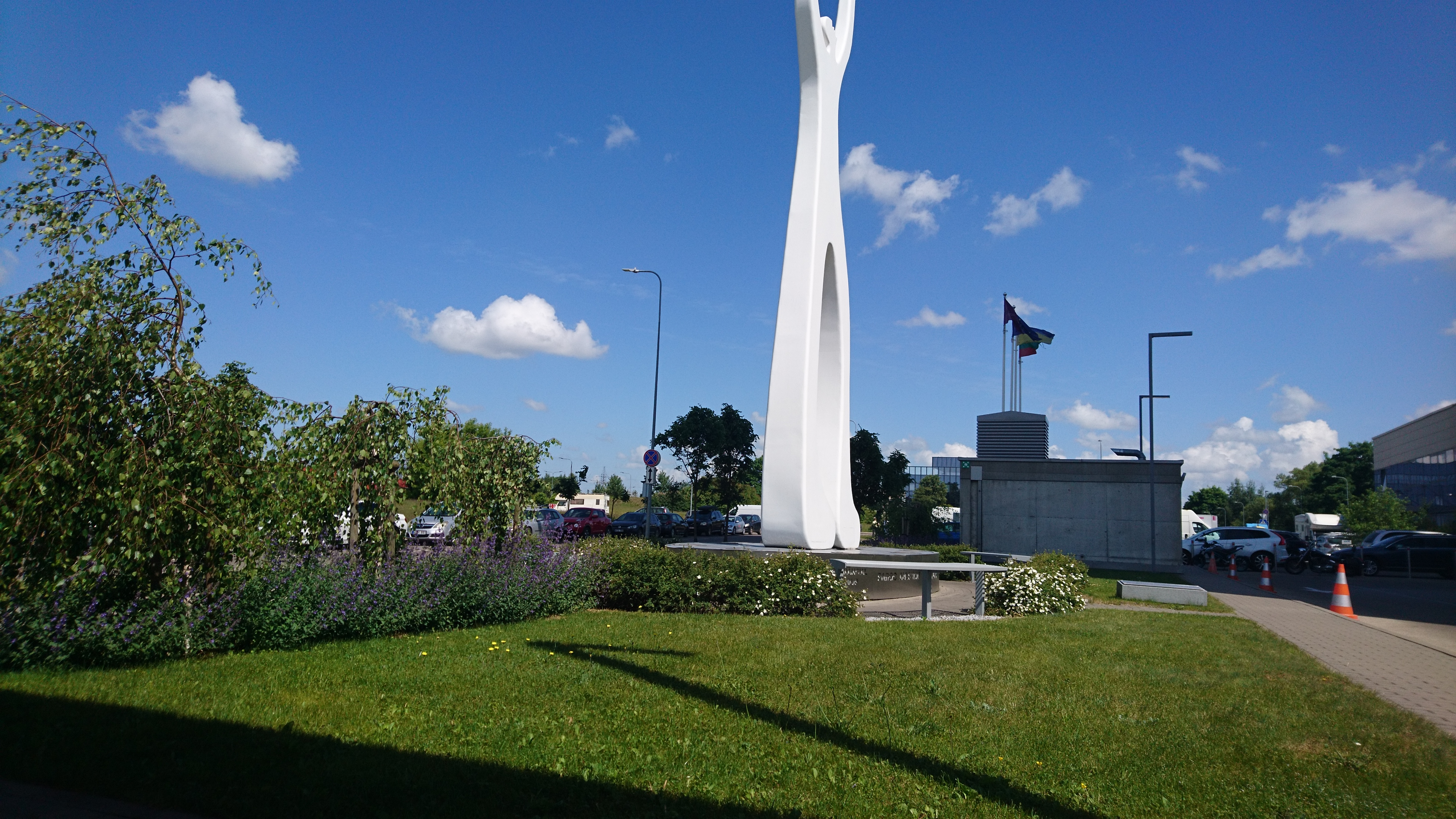
Platz mit der Skulptur Suomis

Der Finnland-Platz (lit. Suomijos aikštė) ist ein Platz  in der litauischen Hauptstadt Vilnius, im Stadtteil Viršuliškės, an der wichtigen Stadtstraße Vilniaus vakarinis aplinkkelis, neben dem Geschäftszentrum Grand Office.

## Suomis
Im Zentrum des Platzes steht die 10 Meter hohe Skulptur Suomis („Der Finne“) des litauischen Bildhauers Tadas Gutauskas. Sie wurde 2015 errichtet und in Anwesenheit der litauischen Präsidentin Dalia Grybauskaitė, der finnischen Präsidentin Tarja Halonen sowie des finnischen Botschafters enthüllt. Die finnische Botschaft in Litauen und das Büro des litauischen Architekten Gintaras Čaikauskas hatten den Bau der Skulptur initiiert.

## Geschichte
Die Namensgebung des Platzes wurde im September 2017 durch den Stadtrats von Vilnius als Zeichen für die engen Beziehungen zwischen Finnland und Litauen beschlossen. Der Bau wurde durch den privaten Investor „Capital Mill“ realisiert.